# Kinef Kirishi
El Kinef Kirishi es un club de waterpolo ruso de con sede en la ciudad de Kirishi.

## Historia
En 2009 llegó a la Final Four Europea de waterpolo femenino.

## Palmarés
- 13 veces campeón de la Liga de Rusia de waterpolo femenino (2003-2015)